# Bona Margaretha van Savoye
Bona Margaretha van Savoye (Agliè, 1 augustus 1896 - Rome, 2 februari 1971), was een Italiaanse prinses uit het Huis Savoye.
Zij was het derde kind en de oudste dochter van Thomas, 2e hertog van Genua en Isabella Marie Elizabeth van Beieren. Zelf trouwde ze op 8 januari 1921 met prins Koenraad van Beieren, zoon van Leopold van Beieren en Gisela van Oostenrijk.
Ze kregen twee kinderen:
- Amalia Isabella Marie (1921-1985)
- Eugenius Leopold (1925-1997)